# Château de Mansencôme
Le château de Mansencôme, bâti au début du XIVe siècle, sur la commune de Mansencôme (Gers ; on trouve aussi Manssencome, Massencomme, Massencome etc., du nom gascon de la commune, Massencoma), près de Valence-sur-Baïse, est un château de « type gascon ». 

## Histoire
Le château a été construit et est resté pendant plusieurs siècles la propriété de la famille Lasseran. En 1319, Vital de Lasseran rend hommage au comte d’Armagnac. En 1636, Louis XIII érige les terres de Mansencôme en baronnie. En septembre 1736, François (de Poyanne) de Lasseran-Mansencôme-Monluc, marquis de La Garde, vend pour 20 000 livres le château et la terre au marquis Gaspard de Maniban — déjà maître du Busca par héritage — qui entreprend des travaux pour l’améliorer, rapidement interrompus par manque d’argent ; les Lasseran-Monluc usant de leur droit de rachat, Maniban dut rétrocéder le domaine une douzaine d'années plus tard au fils de François, Denis-François de Lasseran-Monluc. 
Après la Révolution, le château passe aux mains de propriétaires successifs qui l’abandonnent peu à peu.

## Protection
Le château est inscrit au titre des monuments historiques le 5 novembre 1927.

## Description

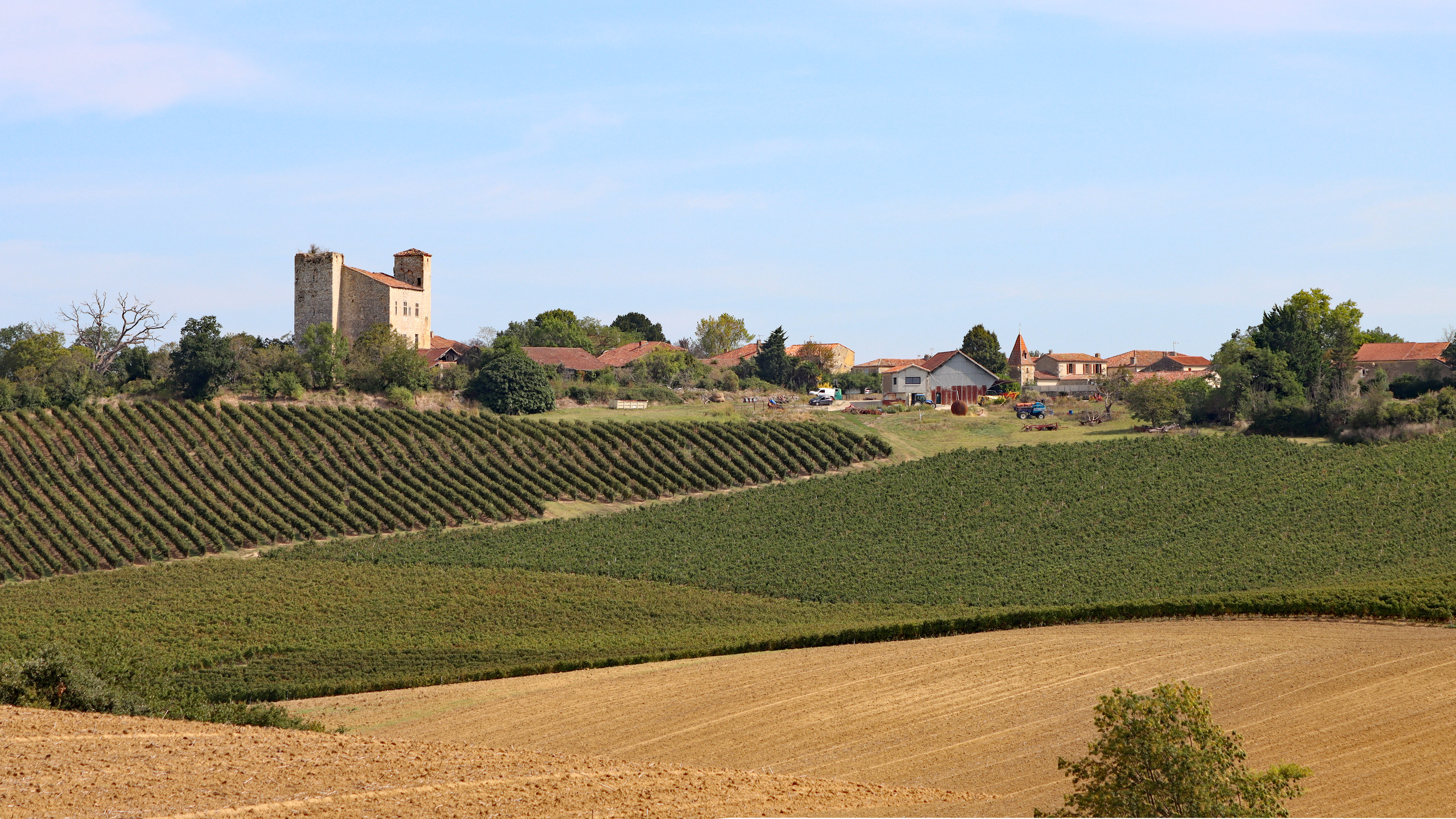
Mansencôme et son château

Il s’agit d’un corps principal rectangulaire d’environ 15 m sur 18 m, à trois niveaux, dont le rez-de-chaussée était dépourvu d’ouvertures, couvert par un toit en bâtière de tuiles. Il est flanqué de deux tours, la plus grande de plan carré à l’angle ouest, la seconde à l’angle est possède une porte basse. Des archères cruciformes subsistent de la construction d’origine. Plus tard, des ouvertures ont été pratiquées aux étages d’habitation : une fenêtre géminée, puis de grandes baies à meneaux.